# Надвысье
Надвысье (укр. Надвисся) — село в Катеринопольском районе Черкасской области Украины.
Население по переписи 2001 года составляло 202 человека. Почтовый индекс — 20545. Телефонный код — 4742.

## Местный совет
20545, Черкасская обл., Катеринопольский р-н, c. Ярошовка, ул. Октябрьская